# ハ40 (エンジン)

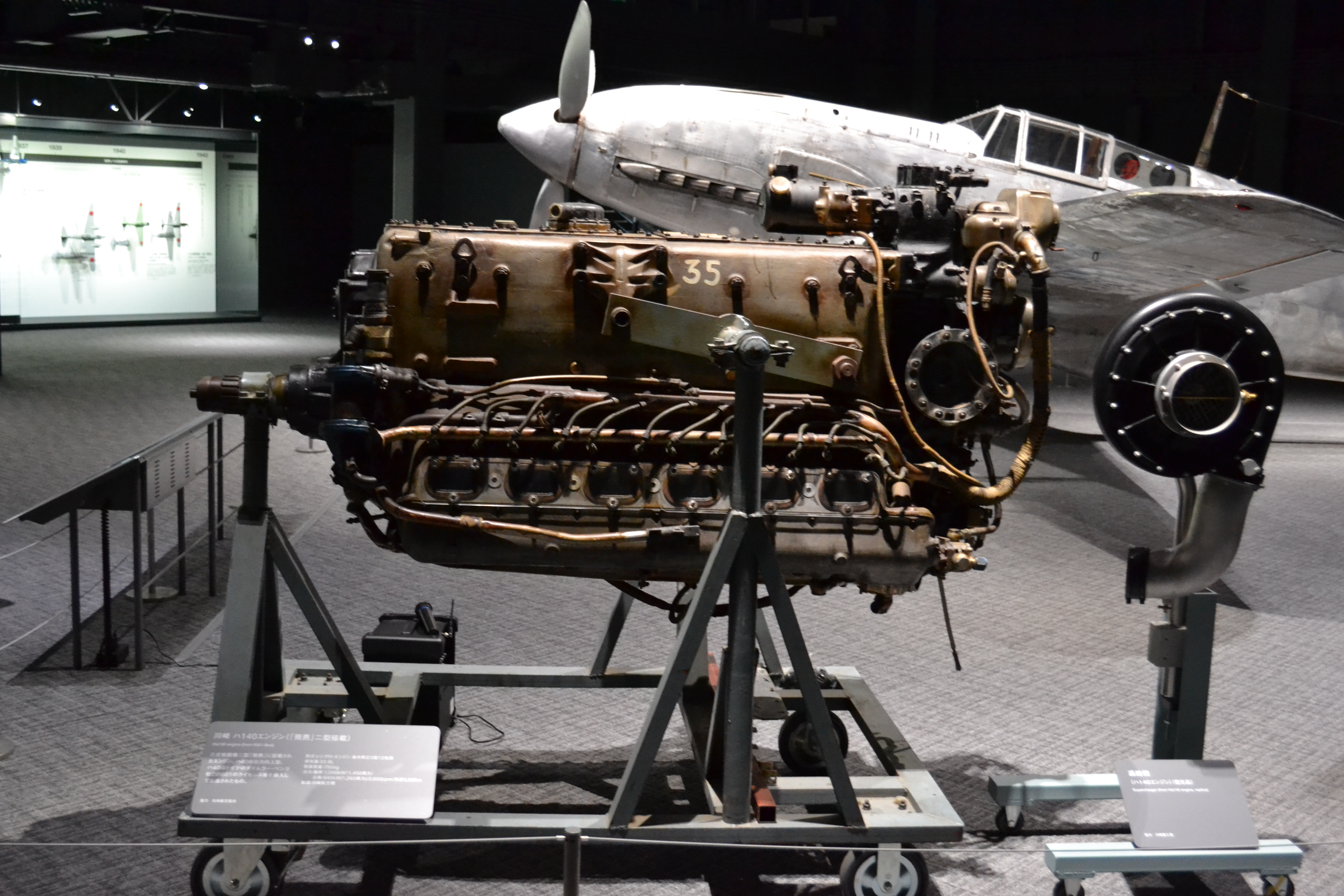
かかみがはら航空宇宙科学博物館で展示されるハ140（2020年撮影）

ハ40は、第二次世界大戦頃に川崎航空機が製造した航空機用液冷倒立V型12気筒エンジンである。ダイムラー・ベンツ DB 601のライセンス権を購入し国産化したエンジンである。陸軍機で使用され、製造は川崎航空機明石工場で行われた。三式戦闘機（飛燕）に搭載された。
なお同様にDB 601を国産化したアツタ21型は、愛知航空機で製造され、海軍機で使用された。

## 概要
ドイツのダイムラー・ベンツで開発されたダイムラー・ベンツ DB 601のライセンスを、陸軍の指示で1939年（昭和14年）にライセンス権を購入して生産されたものである。
DB 601Aが1936年（昭和11年）に生産に入ると、その高性能は間もなく日本陸軍の知るところとなり、日本陸軍は1938年（昭和13年）に至って商社の大倉商事にライセンス生産権の取得交渉に当たらせた。日本海軍もそれにやや先んじてライセンス生産権の取得交渉を始めており、当初は川崎航空機に生産を行わせるとしていたものの、後になって海軍系の愛知時計電機（後の愛知航空機）に変更したためもあって話がまとまらなくなり、愛知時計電機が先行して1938年（昭和13年）に、陸軍発注分を生産することとなった川崎航空機はやや遅れて1939年（昭和14年）1月に、それぞれ別個にライセンス生産契約を締結し、ライセンス料もそれぞれ50万円ずつを支払った。
航空史の調査・研究・執筆を行っている渡辺洋二は、著書『液冷戦闘機「飛燕」』において、当時の製造権取得の方法として、製造権を日本政府が購入する方式をとれば、ライセンス料は50万円の1件ですむところを、別個に交渉したためにライセンス料も別々に負担する結果を招いたと指摘し、日本陸海軍間の強いセクショナリズムの典型としている。

## 国産化について
川崎航空機はBMW VI型エンジンのライセンス生産などで液冷エンジンの生産経験が比較的豊富であったが、ハ40の製造では数々の困難に遭遇することになった。

### 主に問題となった部位
クランクシャフト
ハ40はDB 601をライセンス生産する際、戦略物資の使用制限と陸軍の指示のためにクランクシャフトの材料からニッケルを外さざるを得ず、表面に微細なヒビが発生する事例があり、強度不足からよく折損事故を起こしたと言われる。これについては初代整備隊長・茂呂豊氏の「新造ハ40のクランクシャフトが、80時間ちょうどで折れたことがあり、信じられなかった」との証言もある。当のドイツのダイムラー・ベンツ社もニッケルを使用しないクローム・モリブデン鋼を用いたが、表面を窒化処理をしてこの問題の対策をしていた。しかし基礎的な冶金技術の低い日本では容易には追従できなかった。

軸受
軸受に使われるメタルベアリングの表面処理の公差が本来要求されるものより10倍程度悪く、軸受がよく焼き付きを起した。これはオリジナルでは機械研磨していたのに対し、ハ40では工作機械の不足やその性能の問題で工作精度をオリジナルに比べて許容公差で1-2桁ほど妥協せざるを得ず、工員がやすりがけで調整するのが主体であったためだと言われている。またベアリングに使われていたケルメットメタルの品質が安定していなかったことも不良の原因となった。この結果、クランクシャフトと主コンロッドを接合する軸受の破損も多発した。
燃料噴射装置
戦争によりドイツからの工作機械が入手不能となったため、噴射ノズルの精度が出ず、検査合格率はわずか5%であった。また、燃料に高圧がかかることによる流路からの漏洩や管の破裂といった問題にも悩まされた。なお、燃料噴射装置自体はオリジナルを生産していたボッシュがライセンス生産を認めなかったため、三菱で生産されたものを改造して使用していた。三菱は空冷14気筒の火星二一型以降で燃料噴射装置を採用しており、特に信頼性に問題はなかった。ハ40やアツタでのトラブルは、両エンジンがガソリン直噴エンジンである事から、燃料噴射装置にもより高精度が求められたからであり、当時の日本の技術レベルでは手に余るものであったとされる。
潤滑系統
潤滑にはポンプとオイルタンクを使用するドライサンプ方式が採用されていたが、正常に機能すればメリットが多い反面、その構造は複雑で製造工程数は多くなった。

### その他
戦況の悪化で品質悪化が起こり、これらの不良に追い打ちをかけていった。また、当時の日本で標準的だった空冷エンジンとは整備の勝手が違ったこともあり、メーカーの支援や補修部品の調達が容易な本土では何とか対処しつつ運用していたが、それができない前線では評判は芳しいものではなく、搭乗員らに「飛ぶと壊れる」さえ言われた。
当時の日本製航空機用エンジン一般に言えることだが、官給品であった点火栓の不良もエンジンの性能を下げていたと報告されている。

他にも陸軍用のDB 601の生産は川崎が担当することになったものの、1939年時点では、陸軍は愛知からDB 601の供給ができなくなった場合に備えて川崎に生産を命じただけであり、川崎も大量生産するという計画はあっても、いつ実行に移すかは未定であった。ところが、川崎が設計したDB 601搭載の試作機キ61（後の三式戦）が（当時としては）高性能を発揮し、これに目を付けた陸軍は1942年に川崎に対してキ61の採用が内定したことを伝え、同時に生産を始めるよう命じた。制式採用が確定したのは1943年だが、実質的な生産は1942年からであった。そんな中、一番驚いたのは川崎側であった。1942年頃の川崎はハ40を試作機用のエンジンとしていくつか作るものの、大量生産はまだ先の話という認識であった。また、キ61の採用も想定していなかったわけではないが、当初はキ60の試験結果をキ61に反映させる予定であり、少なくとも、キ61が最初の試験で好成績を収め、即採用されることは想定していなかった。それでも陸軍から要請に従い、急きょ生産ラインを構築し生産を始めたものの、大量生産するための準備は行われていないに等しかったことが生産量に影響した。機体のほうはある程度安定的に生産できたものの、エンジンのほうはエンジン自体の複雑さもさることながら準備不足（並びに資源不足）が影響し、安定的な生産ができなかった上に、クランクシャフトを筆頭とする品質面の問題に対処しながらの生産であったため、供給量がなかなか伸びなかった。
以上のように工作技術、材料共に問題を抱え、ドイツとの連絡が途絶えた当時の日本では、先進的な工業技術を要求されるDB 601の生産は手に余るものとなった。また、エンジンの複雑さより生産に起因する問題がエンジン不調の遠因となってしまった面もある。そのうえ、液冷エンジンに精通した整備員不足という整備面の問題もハ40の評価を下げる一因となってしまっている。
ドイツ本国でも戦況の悪化により熟練整備士の不足や部品の品質が悪化すると、DB 601にトラブルが多発しBf109の稼働率低下を招いている。

## 派生型
性能向上型として高圧縮比化・高回転化し、水メタノール噴射装置を付加して最大過給圧を上げたハ140がある。他にダイムラー・ベンツ DB 605の日本版であるハ240の生産計画もあったが計画倒れに終わった。また、変り種としてハ40を延長軸で串型に2つ結合したハ201（水冷倒立V串型24気筒 2,350 hp）が実験的につくられキ64に搭載された。
ハ140

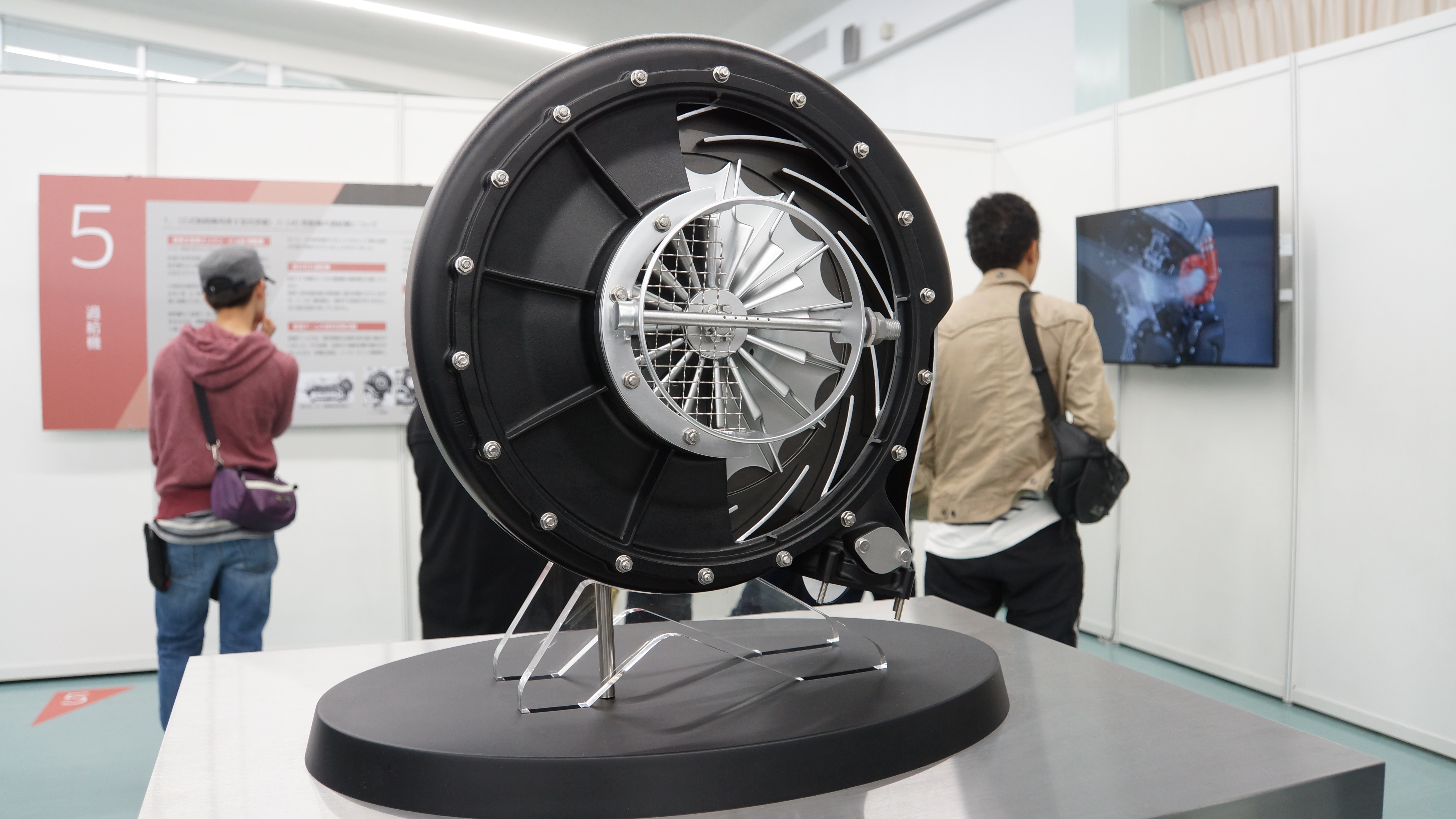
ハ140 過給機（スーパーチャージャー、実物大モックアップ）

ハ140は、ハ40と基本構造はほぼ同等の性能向上型である。
構造的には圧縮比をあげ、回転数を2,500rpmから2,750rpmとし1,175馬力から1,500馬力に向上させ、冷却のために過給器に対しての水メタノール噴射装置を装備しノッキング対策をしたものである。
しかし、構造的にも材質的にも無理をして圧縮比・回転数を上げたことからハ40以上に困難が続出した。そのため、先行型が陸軍審査部に引き渡されたものの実用可能な品質で量産することはできず、このためにハ140の搭載を予定していた三式戦二型の生産が滞り、エンジンを搭載し完成したのは僅か99機。エンジン未装備の「首無し」機体がピーク時の1945年（昭和20年）1月には230機ほども工場内外に並ぶという異常事態となった。
なお、ハ140は終戦時まで改良が続けられており、専用のターボチャージャーや2段のスーパーチャージャーの開発も進められていたとされるが、いずれも実用化には遠い段階であった。

## 主要諸元
※使用単位についてはWikipedia:ウィキプロジェクト 航空/物理単位も参照
| ハ番号 （陸海軍統一名称） | ハ番号 （陸海軍統一名称）           | ハ番号 （陸海軍統一名称）           | ハ40               | ハ140              | ハ201 （ハ72-11）  |
| ------------------------- | ----------------------------------- | ----------------------------------- | ------------------ | ------------------ | ------------------ |
| 形式                      | 形式                                | 形式                                | 液冷倒立V型12気筒  | 液冷倒立V型12気筒  | 液冷倒立V型24気筒  |
| 内径×行程                 | 内径×行程                           | 内径×行程                           | 150 mm × 160 mm    | 150 mm × 160 mm    | 150 mm × 160 mm    |
| 排気量                    | 排気量                              | 排気量                              | 33.9 L             | 33.9 L             |                    |
| 圧縮比                    | 圧縮比                              | 圧縮比                              | 6.9                | 7.2                |                    |
| 全長                      | 全長                                | 全長                                | 1,948 mm           | 2,008 mm           |                    |
| 全高                      | 全高                                | 全高                                | 1,042 mm           | 1,051 mm           |                    |
| 全幅                      | 全幅                                | 全幅                                | 739 mm             | 739 mm             |                    |
| 乾燥重量                  | 乾燥重量                            | 乾燥重量                            | 640 kg 580 kg      | 720 kg             |                    |
| 燃料供給方式              | 燃料供給方式                        | 燃料供給方式                        | 気筒内直接燃料噴射 | 気筒内直接燃料噴射 |                    |
| 過給機                    |                                     |                                     |                    |                    |                    |
| 形式                      | 遠心式機械過給機1段フルカン継手駆動 | 遠心式機械過給機1段フルカン継手駆動 |                    |                    |                    |
| インペラ径                | 260 mm                              | 270 mm                              |                    |                    |                    |
| 増速比                    | 10.4                                | 10.8                                |                    |                    |                    |
| 減速比                    | 減速比                              | 減速比                              | 0.646              | 0.594              |                    |
| 離昇馬力                  |                                     |                                     |                    |                    |                    |
| 馬力                      | 1,175 HP                            | 1,500 HP 1,350 HP                   | 2,350 HP           |                    |                    |
| 回転数                    | 2,500 rpm                           | 2,750 rpm                           | 2,500 rpm          |                    |                    |
| 吸気圧                    | +330 mmHg +305 mmHg                 | +380 mmHg +280 mmHg                 |                    |                    |                    |
| 公称馬力                  |                                     |                                     |                    |                    |                    |
| 馬力                      | 1,040 HP                            | 1,350 HP                            | 2,200 HP           |                    |                    |
| 回転数                    | 2,400 rpm                           | 2,650 rpm                           | 2,400 rpm          |                    |                    |
| 吸気圧                    | +240 mmHg                           | +380 mmHg                           |                    |                    |                    |
| 高度                      | 4,200 m                             | 5,700 m                             | 3,900 m            |                    |                    |
| 出典                      | 出典                                | 出典                                | 小口 (1989, p. 46) | 小口 (1989, p. 46) | 川上 (1990, p. 90) |

## 主な搭載機
ハ40
- 三式戦闘機

ハ140
- 三式戦闘機

ハ201
- キ64

## 現存するハ40

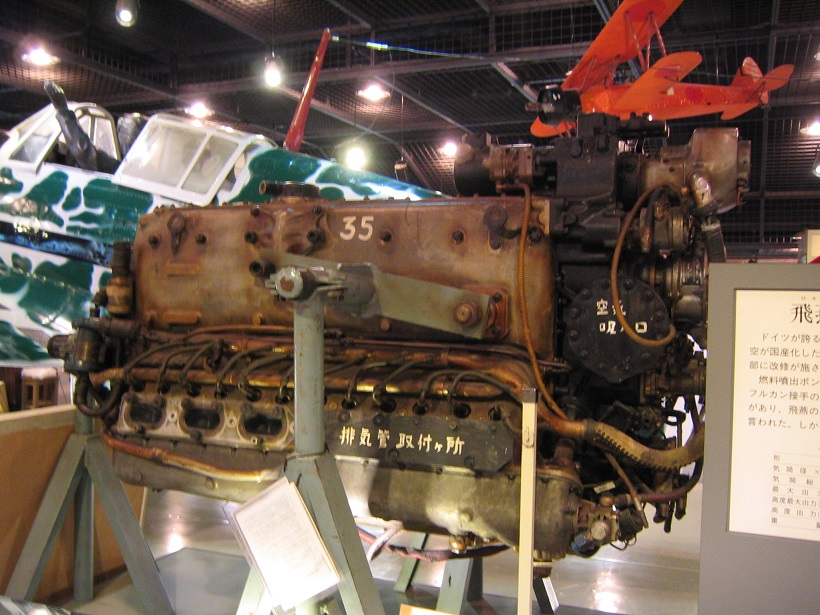
知覧特攻平和会館所蔵時のハ140（2009年7月撮影）
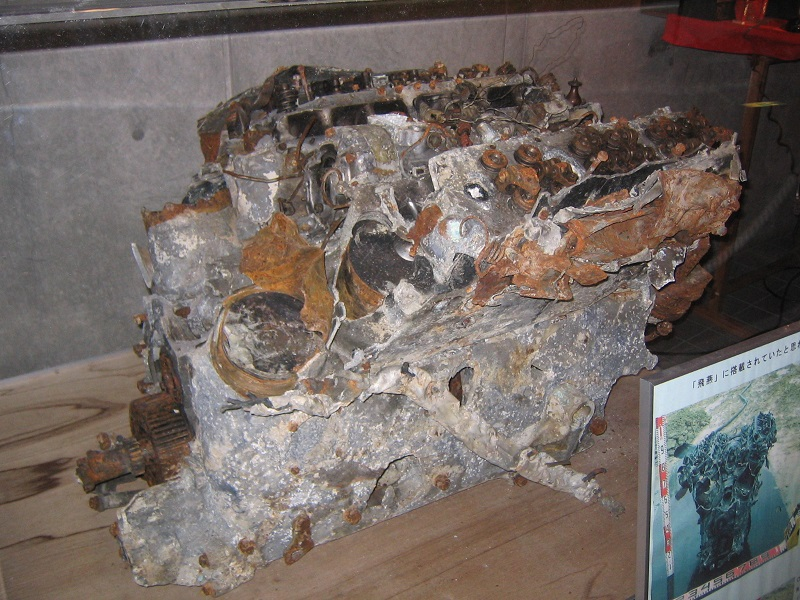
いきいきランド交野に展示されているハ40残骸（2007年2月撮影）
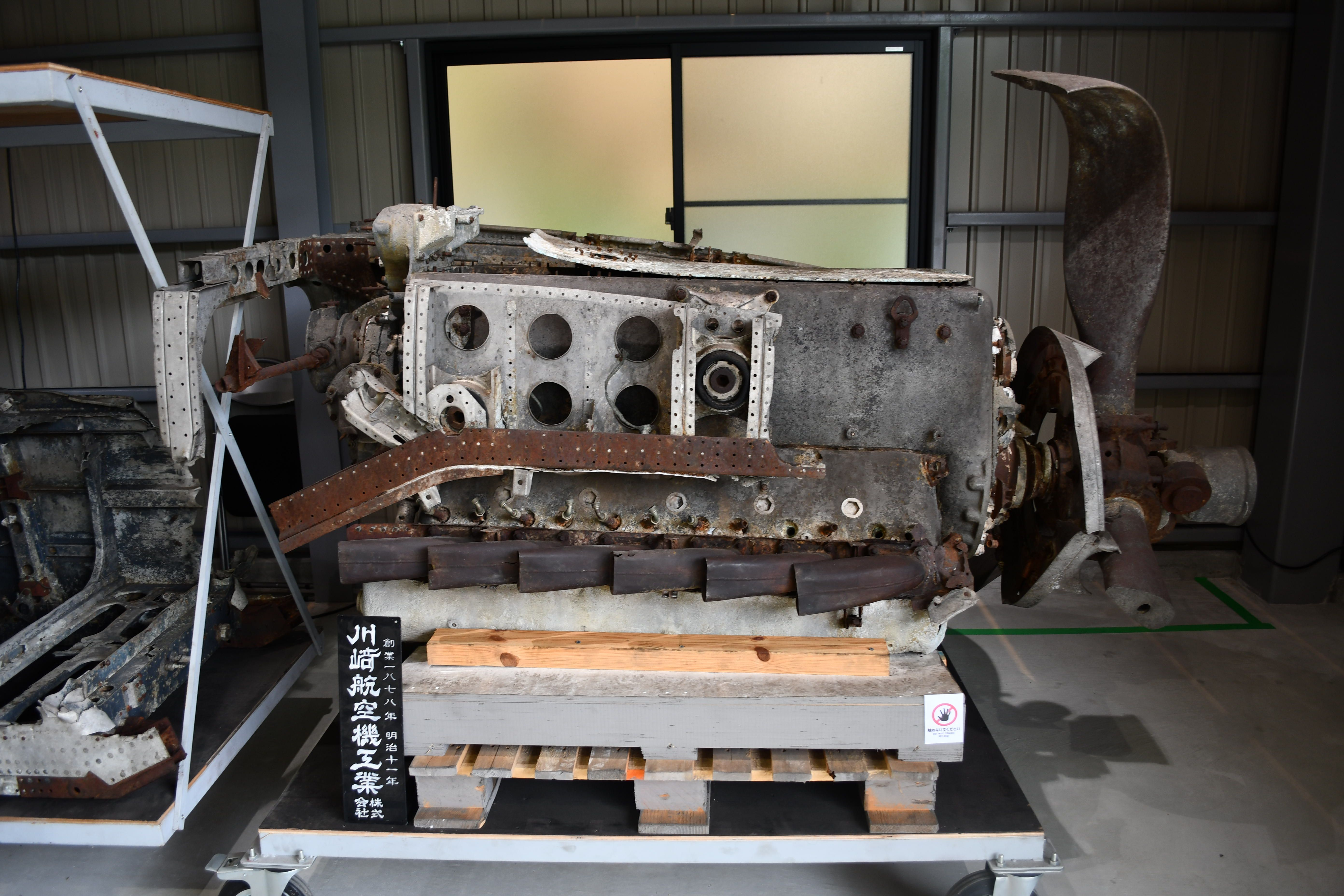
ドレミコレクションミュージアムで展示されているハ40（2024年5月撮影）

- いきいきランド交野（大阪府交野市）

2005年3月16日に大阪府交野市の工事現場で発掘されたハ40の残骸。1945年7月9日に伊丹飛行場から出撃、P-51と交戦し撃墜された飛行第56戦隊所属の三式戦闘機（中村純一陸軍少尉）の残骸で、プロペラや機関砲と共に展示されている。
- 岐阜かかみがはら航空宇宙博物館（岐阜県各務原市）

世界で唯一の三式戦闘機の完全な現存機である、二型6117号機に搭載されていたハ140。1987年から2015年まで知覧特攻平和会館で機体と共に展示されていたが、2018年から現在地でやはり機体と共に展示されている。
- 東近江市戦争遺跡の会

2023年1月下旬頃に滋賀県東近江市五個荘竜田町の工事現場から掘り出されたハ40。同市にはかつて八日市飛行場があり、飛燕が配備されていた。とある軍人が上司の命令で八日市飛行場から運び出し穴を掘って隠したという。しばらくの間は同会で保管されていたが、2023年9月末に常設展示のため県平和記念館に移設され一般公開された。
- ドレミコレクションミュージアム（岡山県浅口市）

岡山県倉敷市のオートバイ業者がカワサキつながりで購入した飛燕の残骸に搭載されていたもの。購入した機体を修復する予定であったが時間と費用がかかりすぎるためレプリカを制作し、機体はエンジン共々完成したレプリカのそばに展示されている。